# Rychvald
Rychvald là một thị trấn thuộc huyện Karviná, vùng Moravskoslezský, Cộng hòa Séc.